# Gerhard vom Rath
Gerhard vom Rath (Duisburg, 20 agosto 1830 – Coblenza, 23 aprile 1888) è stato un mineralogista e geologo tedesco.
Gerhard vom Rath studiò a Bonn, Ginevra e Berlino, dove si laureò nel 1853. Nel 1856 divenne assistente di Johann Jakob Noggerath. Nel 1872 divenne professore ordinario di mineralogia e geologia. Fino al 1880 fu direttore del museo mineralogico di Bonn.
Si distinse per le sue accurate ricerche sulla mineralogia e cristallografia; descrisse un gran numero di nuovi minerali, alcuni scoperti da lui, ed esaminò le varie specie di Feldspati e le rocce ignee. Contribuì in gran parte alla conoscenza di altri minerali, in particolare in un saggio sulla tridimite.
Viaggiò molto, in Italia (isola d'Elba, Colli Euganei, Toscana, Calabria, Sicilia), Svizzera, Norvegia, Ungheria, Transilvania, in Palestina e negli Stati Uniti, e scrisse diversi saggi sulla petrologia, geologia e geografia fisica, su terremoti e sui meteoriti. Nel 1870 venne nominato membro dell'Accademia Bavarese delle Scienze.
Morì a Coblenza nel 1888.

## Specie di minerali descritti
- Cristobalite 1887
- Fiedlerite 1887
- Kentrolite (con Alexis Damour) 1880
- Krennerite 1877
- Marialite 1866
- Tridimite 1868
- Trippkéite (con Alexis Damour ) 1880

Ci sono diverse specie di minerali che portano il suo nome: rathite I (descritto da Baumhauer nel 1898), rathite III e rathite IV (descritti nel 1959 da Le Bihan).

## Pubblicazioni
- Fragmente aus Italien. Die Insel Elba (1870)
- Ein Ausflug nach Kalabrien (1871)
- Der Monzoni im südlichen Tirol (1875)
- Über den Granit (1878)
- Über das Gold (1879)
- Naturwissenschaftliche Studien. Erinnerungen an die Pariser Weltausstellung (1879)
- Siebenbürgen (1880)
- Durch Italien und Griechenland nach dem Heiligen Land (1882)
- Arizona, das alte Land der Indianer, Studien und Wahrnehmungen  (1885)
- Pennsylvanien (1888)
- Aus Mexiko (1891)
- Reisebilder aus Kalabrien (1897)